# دوغلاس جي. هيرلي
دوغلاس جي. هيرلي (بالإنجليزية: Douglas G. Hurley)‏ (و. 1966  م) هو رائد فضاء، وضابط أمريكي، ولد في إنديكوت.

## التعليم
تعلم في جامعة تولين، وكلية الطيارين الاختباريين البحرية الأمريكية ‏.

## الخدمة العسكرية
خدم في قوات مشاة بحرية الولايات المتحدة.

## روابط خارجية
- دوغلاس جي. هيرلي على موقع IMDb (الإنجليزية)